# Самла
Самла (Санла) (сер. XI ст. до н. е.‎) — 5-й відомий цар Ідумеї (Едома). Згадується в Книзі Буття.

## Життєпис
Походив з клану Маскрека. Обраний царем після смерті Адада I. Панування привадає десь на 1050/1040-ві роки до н. е. Продовжив політику попередника. Втім про Самлу ще менше відомостей, ніж про іншим ідумейських володарів. Йому спадкував Саул.